# Contea autonoma dai e yi di Jinggu
La contea autonoma dai e yi di Jinggu (景谷傣族彝族自治县S, Jǐnggǔ Dǎizú Yízú ZìzhìxiànP) è una contea della Cina, situata nella provincia di Yunnan e amministrata dalla prefettura di Pu'er.